# .ph
.ph è il dominio di primo livello nazionale assegnato alle Filippine.